# 建水娃儿藤
建水娃儿藤（学名：Tylophora hui）是夹竹桃科娃儿藤属的植物，为中国的特有植物。分布于中国大陆的贵州、云南等地，生长于海拔1,000米至2,000米的地区，多生在山地疏林中，目前尚未由人工引种栽培。